# Liste de films tournés dans le département de Seine-et-Marne
Un certain nombre d'œuvres cinématographiques et télévisuelles ont été tournés dans le département de Seine-et-Marne.
Voici une liste à compléter de films, téléfilms, feuilletons télévisés, films documentaires... tournés dans le département de Seine-et-Marne, classés par commune et lieu de tournage et date de diffusion.
- Haut – A
- B
- C
- D
- E
- F
- G
- H
- I
- J
- K
- L
- M
- N
- O
- P
- Q
- R
- S
- T
- U
- V
- W
- X
- Y
- Z

## A
- Achères-la-Forêt
  - 1973 : Le Serpent d'Henri Verneuil

- Annet-sur-Marne
  - 1952 : Casque d'Or de Jacques Becker

- Avon
  - 1973 : Le Serpent d'Henri Verneuil
  - 1987 : Au revoir les enfants de Louis Malle

- Haut – A
- B
- C
- D
- E
- F
- G
- H
- I
- J
- K
- L
- M
- N
- O
- P
- Q
- R
- S
- T
- U
- V
- W
- X
- Y
- Z

## B
- Barbizon
  - 1968 : Faut pas prendre les enfants du bon Dieu pour des canards sauvages de Michel Audiard Tournage à Hôtellerie du Bas-Bréau
  - 2001 : Le Roman d'automne de Benjamin Weill

- Blandy
  - 2008 : Nicolas Le Floch épisode 1 : L’Homme au ventre de plomb série télévisée d'Edwin Baily[1]
  - 2008 : Nicolas Le Floch épisode 2 : L’Énigme des Blancs-Manteaux série télévisée d'Edwin Baily[1]

- Bombon
  - 1981 : La Soupe aux choux de Jean Girault

- Bourron-Marlotte
  - 1925 : La Fille de l'eau de Jean Renoir[2]
  - 1929 : Le Petit Chaperon rouge d'Alberto Cavalcanti
  - 1938 : Le Roman de Werther de Max Ophuls[3]
  - 1946 : Partie de campagne de Jean Renoir[3]
  - 1946 : Le Capitan de Robert Vernay[3]
  - 1970 : Cannabis de Pierre Koralnik[3]
  - 1990 : La Putain du roi d'Axel Corti[4]
  - 1991 : Rossini! Rossini! de Mario Monicelli[3]
  - 2007 : Ceux qui restent d'Anne Le Ny
  - 2007 : J'attends quelqu'un de Jérôme Bonnell
  - 2007 : La France de Serge Bozon[5]
  - 2009 : Yuki et Nina de Nobuhiro Suwa et Hippolyte Girardot
  - 2017 : Knock de Lorraine Lévy[6]

- Bréau
  - 1963 : Le Concerto de la peur de José Bénazéraf

- Brie-Comte-Robert
  - 1956 : Cinq millions comptant de André Berthomieu
  - 1981 : La Soupe aux choux de Jean Girault
  - 1973 : Mais où est donc passée la septième compagnie ? de Robert Lamoureux[7]
  - 1977 : La Septième Compagnie au clair de lune de Robert Lamoureux[7]
  - 2003 : Les Sentiments de Noémie Lvovsky[5]
  - 2004 : série TV Louis Page - épisode La vérité à tout prix

- Brou-sur-Chantereine
  - 1951 : Caroline chérie de Richard Pottier[8]
  - 1986 : clip de Libertine de Laurent Boutonnat chanté par Mylène Farmer (Salle bleue du Château de Brou)
  - 1986 : clip de Voyage, Voyage par Desirless[8]
  - 1989 : La Grande Cabriole de Nina Companeez[9]
  - 1990 : Moi, général de Gaulle téléfilm de Denys Granier-Deferre[9]
  - 1991 : Transit de René Allio[9]
  - 2007 : Le Deuxième Souffle d'Alain Corneau
  - 2018 : Un peuple et son roi de Pierre Schoeller[10],[8]

- Bussy-Saint-Martin
  - 1964 : Le Magot de Josefa de Claude Autant-Lara
  - 2009 : King Guillaume de Pierre-François Martin-Laval
  - 2012 : Maman de Alexandra Leclère[11]

- Haut – A
- B
- C
- D
- E
- F
- G
- H
- I
- J
- K
- L
- M
- N
- O
- P
- Q
- R
- S
- T
- U
- V
- W
- X
- Y
- Z

## C
- Cannes-Écluse

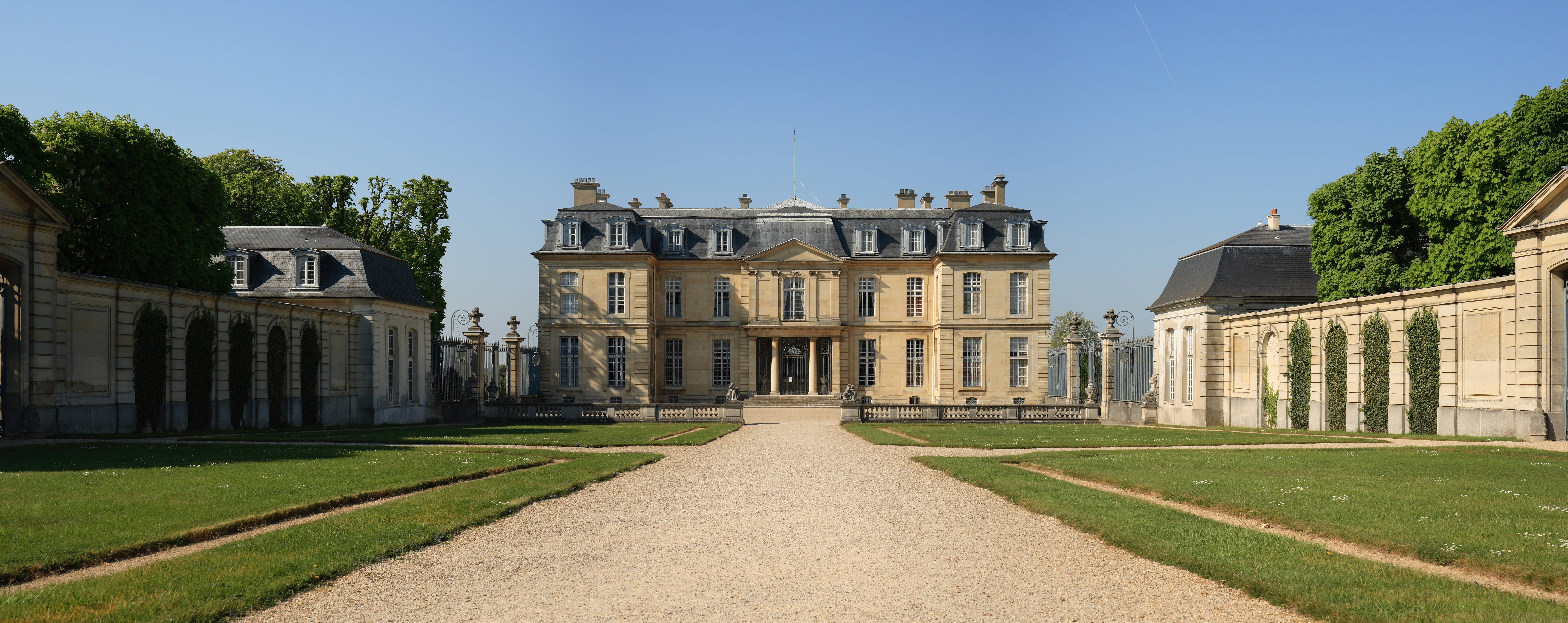
Le château de Champs-sur-Marne

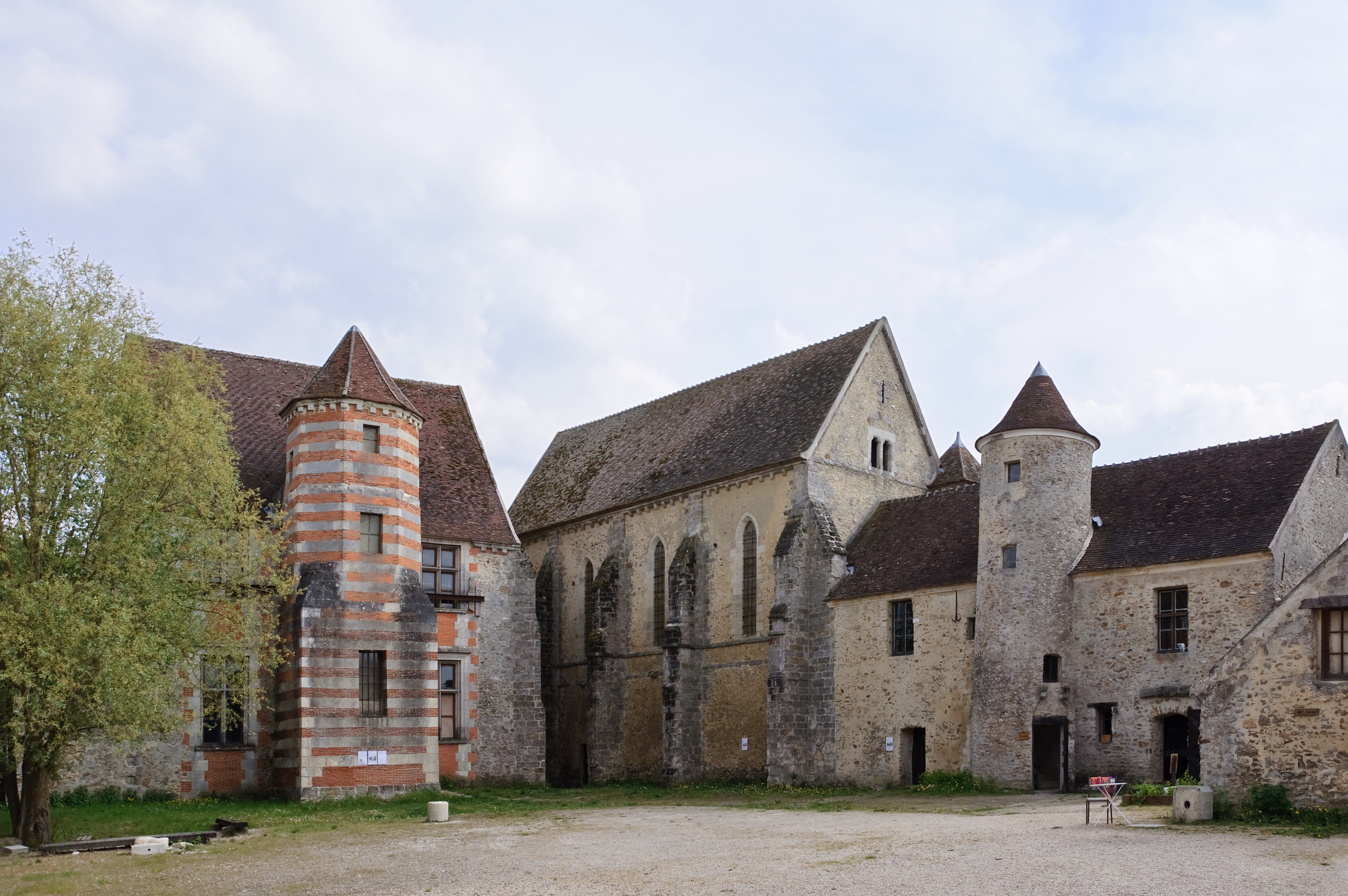
Commanderie des Templiers de Coulommiers

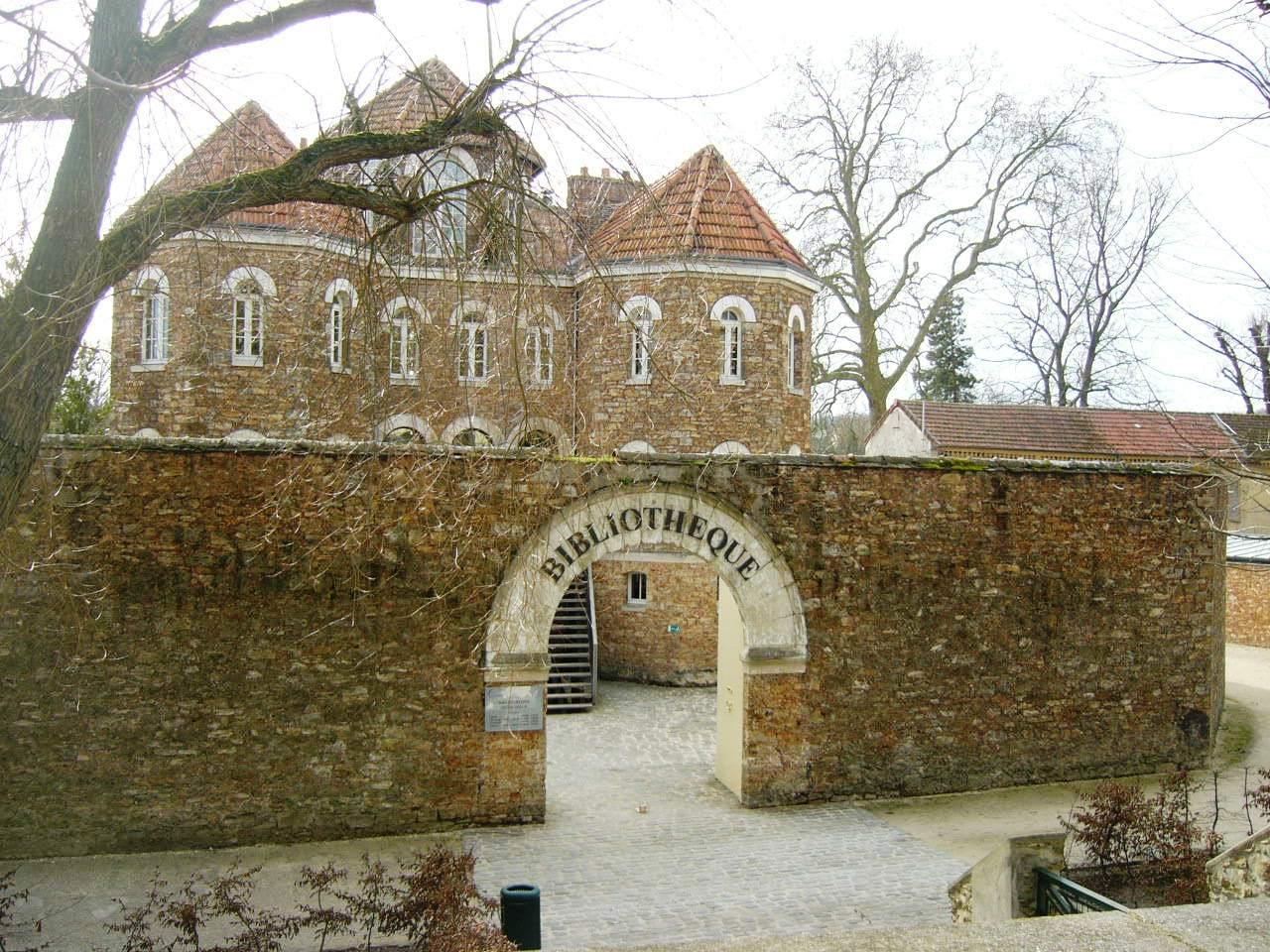
L'ancienne prison de Coulommiers

  - 2005 : Le Petit Lieutenant de Xavier Beauvois

- Chailly-en-Brie
  - 1999 : Le Temps retrouvé de Raoul Ruiz[12]

- Chalifert
  - 1968 : L'Homme du Picardie, feuilleton télévisé de Jacques Ertaud[13]

- Champagne-sur-Seine
  - 1981 : L'Ombre rouge de Jean-Louis Comolli

- Champeaux
  - 1973 : Joseph Balsamo feuilleton TV d'André Hunebelle[14]
  - 1981 : La Soupe aux choux de Jean Girault

- Champs-sur-Marne
  - 1973 : Joseph Balsamo feuilleton TV d'André Hunebelle[10],[15]
  - 1974 : Que la fête commence... de Bertrand Tavernier[10],[16]
  - 1975 : Marie-Antoinette de Guy Lefranc[17]
  - 1975 : Section spéciale de Costa-Gavras (château de Champs-sur-Marne, rue de Paris)
  - 1979 : L'Étrange Monsieur Duvallier série TV de Victor Vicas[10]
  - 1979 : L'Île aux trente cercueils série TV de Marcel Cravenne[10]
  - 1984 : Un amour de Swann de Volker Schlöndorff
  - 1988 : Les liaisons dangereuses de Stephen Frears[10]au Château de Champs-sur-Marne[18]
  - 1995 : Jefferson à Paris de James Ivory[10]
  - 1995 : L'Allée du roi de Nina Companeez[10]
  - 1996 : Ridicule de Patrice Leconte[10]
  - 1997 : On connaît la chanson de Alain Resnais[10]
  - 1998 : Le Comte de Monte-Cristo Téléfilm de Josée Dayan[10]
  - 1998 : Lautrec de Roger Planchon
  - 1999 : Vatel de Roland Joffé[10]
  - 1999 : Les Enfants du siècle de Diane Kurys[10]
  - 2000 : Le Libertin de Gabriel Aghion[19],[10]
  - 2000 : Les Misérables mini-série de Josée Dayan[réf. nécessaire]
  - 2000 : Taxi 2 de Gérard Krawczyk[20]
  - 2000 : Le Libertin de Gabriel Aghion[10]
  - 2001 : L'Anglaise et le Duc d'Éric Rohmer[10],[21]
  - 2002 : Napoléon Série TV d'Yves Simoneau[10]
  - 2003 : Mais, qui a tué Pamela Rose ? d'Éric Lartigau
  - 2004 : Qui perd gagne ! de Laurent Bénégui[22]
  - 2004 : San Antonio de Frédéric Auburtin et Laurent Touil-Tartour[10]
  - 2005 : Le Promeneur du Champ-de-Mars de Robert Guédiguian[10]
  - 2006 : Marie-Antoinette de Sofia Coppola[10]
  - 2006 : Le Grand Charles Téléfilm de Bernard Stora[10]
  - 2006 : Pé na Jaca Série TV de Ricardo Waddington[10]
  - 2007 : le Clan Pasquier Série TV de Jean-Daniel Verhaeghe[10]
  - 2007 : Jean de la Fontaine, le défi de Daniel Vigne[10]
  - 2013 : Une femme dans la Révolution téléfilm de Jean-Daniel Verhaeghe[10],[21]
  - 2015 : Versailles série télévisée de Jalil Lespert, Cristoph Schrewe, Thomas Vincent et Daniel Roby[23],[10]
  - 2019 : Dernier Amour de Benoît Jacquot[5],[10]

- Chelles
  - 1936 : La Belle Équipe de Julien Duvivier

- Collégien
  - 2015 : Belles Familles de Jean-Paul Rappeneau

- Combs-la-Ville
  - 2000 : Nationale 7 de Jean-Pierre Sinapi

- Coubert
  - 2017 : Patients de Grand Corps Malade

- Couilly-Pont-aux-Dames
  - 2012 : Adieu Berthe de Bruno Podalydès

- Coulommiers
  - 1960 : Le Capitan de André Hunebelle[24]
  - 1982 : On n'est pas sorti de l'auberge de Max Pécas
  - 1988 : Une affaire de femmes de Claude Chabrol[25]
  - 1989 : Etreintes à la prison de femmes, de Michel Ricaud
  - 1995 : Les Misérables de Claude Lelouch[25]
  - 1997 : Le Dernier Été Téléfilm de Claude Goretta[5]
  - 2000 : Victoire ou la Douleur des femmes Téléfilm de Nadine Trintignant
  - 2005 : L'empire des loups de Chris Nahon[25]
  - 2012 : Adieu Berthe de Bruno Podalydès

- Coupvray
  - 1968 : L'Homme du Picardie, feuilleton télévisé de Jacques Ertaud[13]

- Courances
  - 2018 : Le Retour du héros de Laurent Tirard (Château de Courances)

- Courpalay
  - 1951 : Caroline chérie de Richard Pottier[26]
  - 1955 : Le Fils de Caroline chérie de Jean Devaivre[26]

- Courquetaine
  - 1959 : Maigret et l'Affaire Saint-Fiacre de Jean Delannoy
  - 1963 : Bébert et l'Omnibus de Yves Robert

- Coutevroult
  - 1995 : Les Anges gardiens de Jean-Marie Poiré

- Crécy-la-Chapelle
  - 2003 : Louis Page [27] Série TV de Philippe Roussel
  - 2005 : Désiré Landru Téléfilm de Pierre Boutron
  - 2006 : La Bonne Dame de Loudun Téléfilm de Christian Faure
  - 2008 : Séraphine de Martin Provost
  - 2011 : Un village français saison 3 série télévisée de Frédéric Krivine, Philippe Triboit et Emmanuel Daucé[28]
  - 2012 : Bienvenue parmi nous de Jean Becker[29]
  - 2016 : Frantz de François Ozon[10]

- Croissy-Beaubourg
  - 2016 : Le Bureau des légendes de Éric Rochant (magasin Decathlon)

- Haut – A
- B
- C
- D
- E
- F
- G
- H
- I
- J
- K
- L
- M
- N
- O
- P
- Q
- R
- S
- T
- U
- V
- W
- X
- Y
- Z

## D
- Dammartin-en-Goële
  - 2019 : Mytho série télévisée de Fabrice Gobert et Anne Berest Saison 1[5]

- Dammarie-les-Lys
  - 2001 à 2008 : Star Academy saisons 1, 2, 3, 4 et 5[30]
  - Paradis pour tous.

- Dammartin-sur-Tigeaux
  - 2003 : Les Sentiments de Noémie Lvovsky[5]
  - 2008 : Cortex de Nicolas Boukhrief[5]

- Darvault
  - 2007 : La France de Serge Bozon[5]

- Disneyland Paris
  - 2004 : L'Américain de Patrick Timsit
  - Les émissions des chaînes Disney Channel

- Doue
  - 2001 : Vidocq de Pitof
  - 2007 : Ce soir je dors chez toi d'Olivier Baroux

- Haut – A
- B
- C
- D
- E
- F
- G
- H
- I
- J
- K
- L
- M
- N
- O
- P
- Q
- R
- S
- T
- U
- V
- W
- X
- Y
- Z

## E
- Écuelles
  - 1943 : Le Val d'enfer de Maurice Tourneur
  - 2007 : La France de Serge Bozon[5]

- Égreville
  - 1954 : Cadet-Rousselle d'André Hunebelle[31]

- Haut – A
- B
- C
- D
- E
- F
- G
- H
- I
- J
- K
- L
- M
- N
- O
- P
- Q
- R
- S
- T
- U
- V
- W
- X
- Y
- Z

## F
- Ferrières-en-Brie

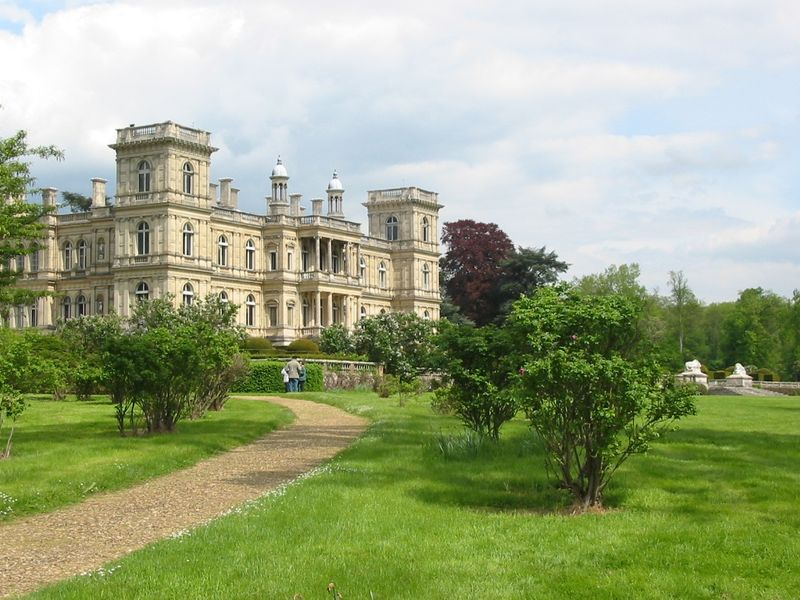
Château de Ferrières

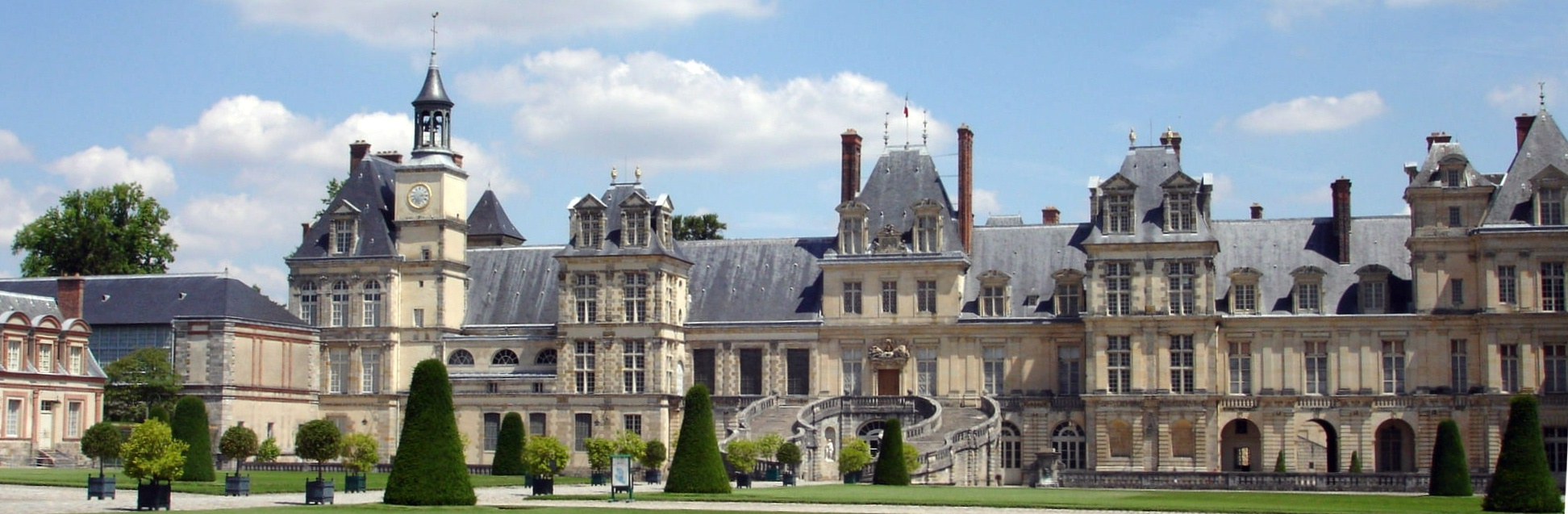
Château de Fontainebleau; l'aile de l'escalier du Fer-à-cheval

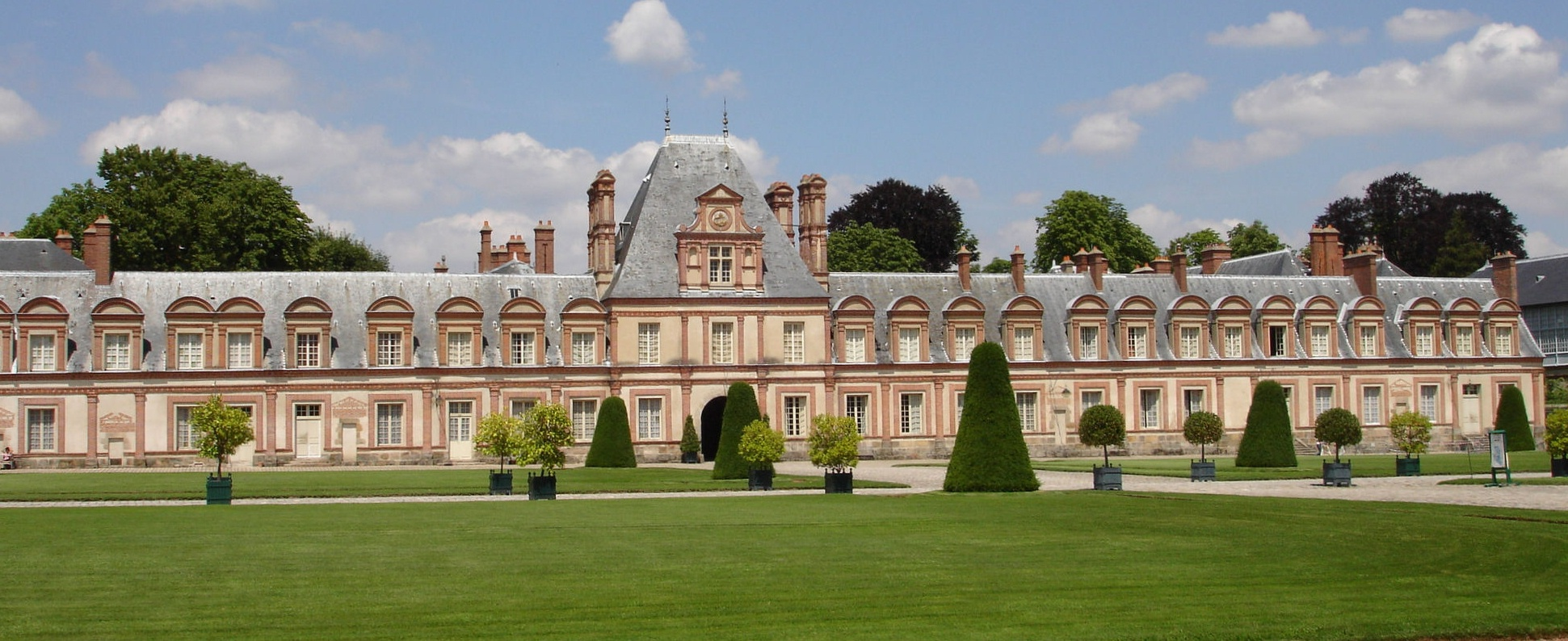
Château de Fontainebleau; vue générale de l'aile des Ministres

  - année 80, date précise inconnue : un épisode de la série "les brigades du tigre" dans le cadre du château de Ferrières.
  - 1983 : Papy fait de la résistance de Jean-Marie Poiré[32]
  - 1986 : Le clip Libertine de Laurent Boutonnat chanté par Mylène Farmer[32]
  - 1987 : Napoléon et Joséphine : une histoire d'amour Feuilleton TV de Richard T. Heffron[32]
  - 1995 : Belle Époque série télévisée de Gavin Millar[32]
  - 1997 : Le Dernier Été Téléfilm de Claude Goretta[5],[32]
  - 1998 : Lautrec de Roger Planchon[32]
  - 1998 : La Neuvième Porte de Roman Polanski[32]
  - 2002 : Monsieur Batignole de Gérard Jugnot[32],[33]
  - 2003 : Arsène Lupin de Jean-Paul Salomé[34]
  - 2004 : Une vie à t'attendre de Thierry Klifa[32]
  - 2005 : Palais royal ! de Valérie Lemercier[32]
  - 2006 : Les Brigades du Tigre de Jérôme Cornuau[32]
  - 2006 : Président de Lionel Delplanque[32]
  - 2009 : Un village français série télévisée de Frédéric Krivine, Philippe Triboit et Emmanuel Daucé
  - 2011 : Mystère au Moulin-Rouge Téléfilm de Stéphane Kappes[5],[32]
  - 2014 : Babysitting de Philippe Lacheau et Nicolas Benamou[32]

- Fleury-en-Bière
  - 1961 : Les Trois Mousquetaires : La Vengeance de Milady de Bernard Borderie[35]
  - 1961 : Les Trois Mousquetaires : Les Ferrets de la reine de Bernard Borderie[35]
  - 2001 : Le Roman d'automne de Benjamin Weill

- Fontainebleau
  - 1906 : Le Fils du garde-chasse d'Alice Guy[36]
  - 1908 : Le Baiser de Judas d'Armand Bour et André Calmettes[37],[38]
  - 1921 : Les Trois Mousquetaires d'Henri Diamant-Berger (Château de Fontainebleau)
  - 1926 : Le Berceau de Dieu de Fred Leroy-Granville[37]
  - 1927 : Napoléon d'Abel Gance[39]
  - 1927 : Le Joueur d'échecs de Raymond Bernard[38],[40]
  - 1930 : Le Petit Chaperon rouge d'Alberto Cavalcanti[38]
  - 1938 : La Marseillaise de Jean Renoir (Château de Fontainebleau)[21]
  - 1944 : Le Bossu de Jean Delannoy[41]
  - 1946 : Le Capitan de Robert Vernay[42]
  - 1950 : La Valse de Paris de Marcel Achard[43]
  - 1950 : Un chant d'amour de Jean Genet
  - 1953 : Les Trois Mousquetaires d'André Hunebelle[38]
  - 1954 : Cadet-Rousselle d'André Hunebelle[31]
  - 1955 : Napoléon de Sacha Guitry[42]
  - 1956 : Fernand cow-boy de Guy Lefranc[38]
  - 1960 : Le Capitan d'André Hunebelle[38]
  - 1961 : Les Trois Mousquetaires : Les Ferrets de la reine de Bernard Borderie[42]
  - 1966 : Fantômas contre Scotland Yard d'André Hunebelle[38]
  - 1968 : Sous le signe de Monte-Cristo d'André Hunebelle[44]
  - 1968 : Au cœur de la vie de Robert Enrico[45]
  - 1973 : Le Serpent d'Henri Verneuil[38]
  - 1973 : Joseph Balsamo Feuilleton TV d'André Hunebelle[15]
  - 1973 : Les Zozos, de Pascal Thomas[46]
  - 1974 : Les Quatre Charlots mousquetaires de André Hunebelle[42]
  - 1977 : L'Homme au masque de fer téléfilm de Mike Newell[42],[47]
  - 1978 : Molière d'Ariane Mnouchkine[42]
  - 1979 : Coup de tête de Jean-Jacques Annaud[48]
  - 1979 : Joséphine ou la Comédie des ambitions téléfilm de Robert Mazoyer[49]
  - 1981 : Pour la peau d'un flic d'Alain Delon[38]
  - 1987 : Au revoir les enfants de Louis Malle[38]
  - 1988 : Les Mariés de l'an II de Jean-Paul Rappeneau[38],[50]
  - 1989 : Cyrano de Bergerac de Jean-Paul Rappeneau[42]
  - 1991 : Ma vie est un enfer de Josiane Balasko[42]
  - 1991 : Rossini! Rossini! de Mario Monicelli
  - 1994 : La Cité de la peur d'Alain Berberian[38]
  - 1996 : Beaumarchais, l'insolent d'Édouard Molinaro
  - 1997 : L'Homme au masque de fer de Randall Wallace[42]
  - 1998 : Astérix et Obélix contre César de Claude Zidi[38]
  - 1998 : Les Enfants du siècle de Diane Kurys[38]
  - 2000 : Highlander: Endgame de Douglas Aarniokoski[38]
  - 2000 : Vatel de Roland Joffé[42]
  - 2000 : Les Misérables Téléfilm de Josée Dayan[42]
  - 2001 : Le Pacte des loups de Christophe Gans[38]
  - 2001 : Astérix et Obélix : Mission Cléopâtre d'Alain Chabat[38]
  - 2007 : Dérives de Pierre Richard[38]
  - 2007 : La France de Serge Bozon[5]
  - 2008 : Astérix aux Jeux olympiques de Frédéric Forestier et Thomas Langmann[38],[37]
  - 2008 : Parlez-moi de la pluie d'Agnès Jaoui
  - 2008 : Les Randonneurs à Saint-Tropez de Philippe Harel[38]
  - 2009 : Figaro téléfilm de Jacques Weber[51]
  - 2009 : Ce jour-là, tout a changé série télévisée Episode 2 : L'Évasion de Louis XVI d'Arnaud Sélignac[42],[21]
  - 2013 : Une femme dans la Révolution téléfilm de Jean-Daniel Verhaeghe[21]
  - 2015 : Nous trois ou rien de Kheiron
  - 2018 : L'Empereur de Paris de Jean-François Richet[38],[52]
  - 2019 : Dernier Amour de Benoît Jacquot[5],[42]
  - 2023 : Les Trois Mousquetaires : D'Artagnan de  Martin Bourboulon (Château de Fontainebleau)
  - 2023 : Les Trois Mousquetaires : Milady de  Martin Bourboulon (Château de Fontainebleau)

- Fontenay-Trésigny
  - 1961 : Le Capitaine Fracasse de Pierre Gaspard-Huit
  - 2007 : Darling de Christine Carrière

- Fresnes-sur-Marne
  - 2013 : La Grande Boucle de Laurent Tuel[10],[5]
  - 2015 : La Mort d'Auguste Téléfilm de Denis Malleval[5]

## G
- Grez-sur-Loing
  - 2007 : La France de Serge Bozon[5]

- Guermantes
  - 1961 : Les Trois Mousquetaires : Les Ferrets de la reine de Bernard Borderie
  - 1962 : Le Masque de fer d'Henri Decoin[53]
  - 1962 : Cartouche de Philippe de Broca[53],[54]
  - 1974 : Que la fête commence... de Bertrand Tavernier[53],[16]
  - 1977 : L'Homme au masque de fer téléfilm de Mike Newell[53],[47]
  - 1978 : Molière d'Ariane Mnouchkine[53]
  - 1978 : Lady Oscar de Jacques Demy[17],[53]
  - 1979 : Moonraker de Lewis Gilbert[53]
  - 1983 : Danton d'Andrzej Wajda[53],[55]
  - 1984 : Amadeus de Miloš Forman[53],[56]
  - 1988 : Les Liaisons dangereuses de Stephen Frears[53],[18]
  - 1992 : Princesse Alexandra série TV de Denis Amar[53]
  - 1996 : Ridicule de Patrice Leconte[53]
  - 2005 : Je ne suis pas là pour être aimé de Stéphane Brizé

- Haut – A
- B
- C
- D
- E
- F
- G
- H
- I
- J
- K
- L
- M
- N
- O
- P
- Q
- R
- S
- T
- U
- V
- W
- X
- Y
- Z

## I
- Isles-lès-Villenoy
  - 1996 : Bernie d'Albert Dupontel - Dans les carrières

- Haut – A
- B
- C
- D
- E
- F
- G
- H
- I
- J
- K
- L
- M
- N
- O
- P
- Q
- R
- S
- T
- U
- V
- W
- X
- Y
- Z

## J
- Jossigny
  - 1978 : Lady Oscar de Jacques Demy[17]
  - 1983 : Danton d'Andrzej Wajda[55]
  - 1999 : Balzac Téléfilm de Josée Dayan

- Jouarre
  - 1923 : L'Affaire du courrier de Lyon de Léon Poirier[57]

- Haut – A
- B
- C
- D
- E
- F
- G
- H
- I
- J
- K
- L
- M
- N
- O
- P
- Q
- R
- S
- T
- U
- V
- W
- X
- Y
- Z

## L
- La Celle-sur-Morin
  - 2012 : Adieu Berthe de Bruno Podalydès

- La Chapelle-Gauthier
  - 2000 : Les Misérables feuilleton de Josée Dayan

- La Chapelle-la-Reine
  - 2007 : La France de Serge Bozon[5]

- La Genevraye
  - 2007 : La France de Serge Bozon[5]

- Lagny-sur-Marne
  - 1955 : Les Hussards d'Alex Joffé[31]
  - 1958 : Paris Holiday de Gerd Oswald
  - 2001 : Chevalier de Brian Helgeland[58]
  - 2017 : Je suis coupable téléfilm de Christophe Lamotte[5]

- La Houssaye-en-Brie
  - 1977 : L'Homme au masque de fer téléfilm de Mike Newell[47]  tourné au château de la Houssaye

- Lesches
  - 1968 : L'Homme du Picardie, feuilleton télévisé de Jacques Ertaud[13]

- Lésigny
  - 1988 : Les liaisons dangereuses de Stephen Frears[18]
  - 2002 : Napoléon Série TV d'Yves Simoneau
  - 2004 : Les Onze Commandements de François Desagnat et Thomas Sorriaux
  - 2007 : L'Avare Téléfilm de Christian de Chalonge
  - 2007 : Versailles, le rêve d'un roi de Thierry Binisti[5]
  - 2011 : Manon Lescaut de Gabriel Aghion[59]
  - 2011 : Un village français saison 3 série télévisée de Frédéric Krivine, Philippe Triboit et Emmanuel Daucé[28]
  - 2012 : Mais qui a re-tué Pamela Rose ? de Kad Merad et Olivier Baroux
  - 2015 : Versailles série télévisée de Jalil Lespert, Cristoph Schrewe, Thomas Vincent et Daniel Roby[23]
  - 2019 : Dernier Amour de Benoît Jacquot[5]
  - 2019 : Mytho série télévisée de Fabrice Gobert et Anne Berest Saison 1

- Lognes
  - 1984 : Les Nuits de la pleine lune d'Éric Rohmer
  - 1998 : Le Cousin d'Alain Corneau
  - 2005 : Les Parrains de Frédéric Forestier

- Longueville
  - 2008 : Les Femmes de l'ombre de Jean-Paul Salomé

- Haut – A
- B
- C
- D
- E
- F
- G
- H
- I
- J
- K
- L
- M
- N
- O
- P
- Q
- R
- S
- T
- U
- V
- W
- X
- Y
- Z

## M
- Maincy
  - Voir Vaux-le-Vicomte

- Meaux

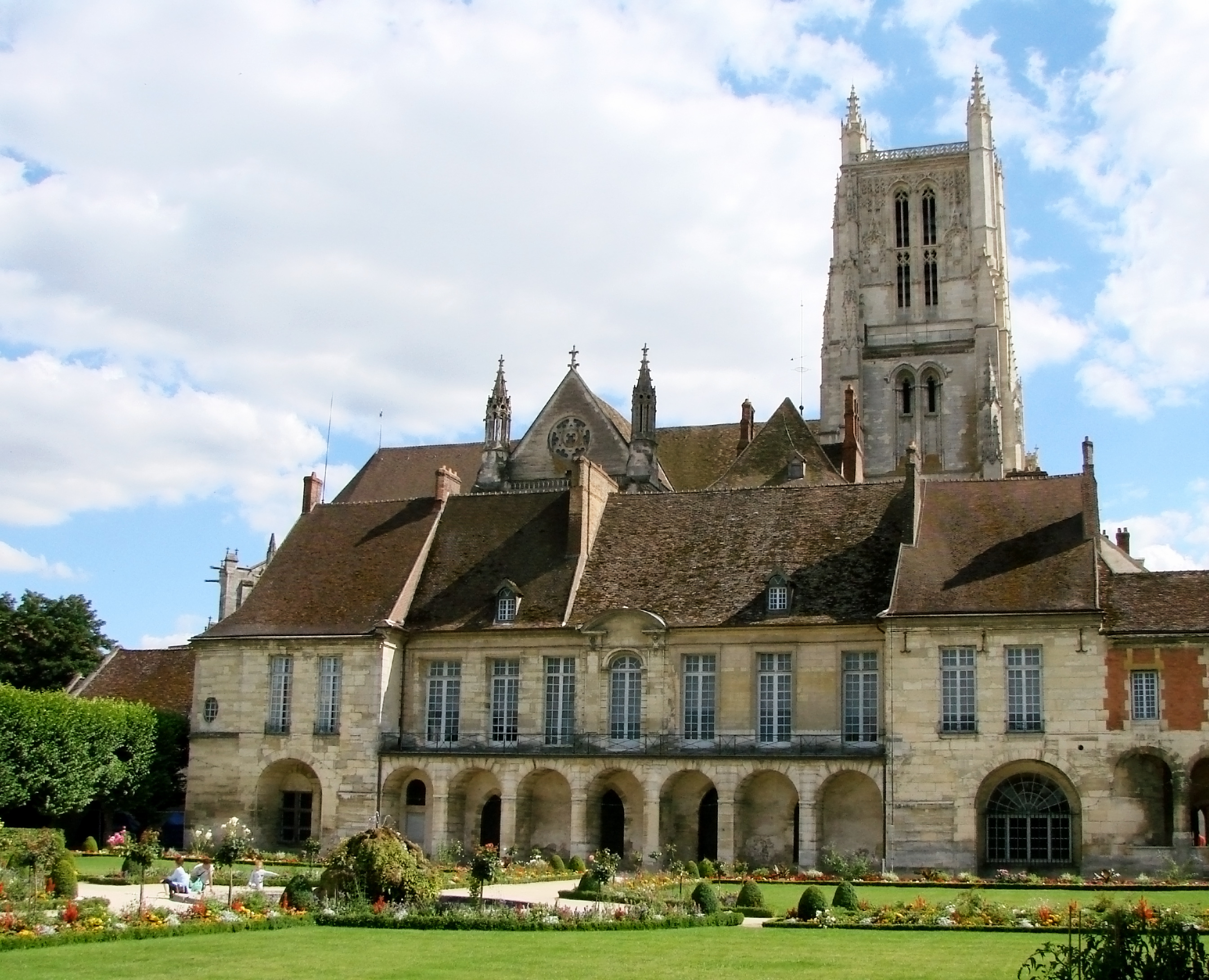
Meaux : le palais épiscopal et les jardins, la cathédrale au second plan

  - 1938 : Les Disparus de Saint-Agil de Christian-Jaque[60]
  - 1968 : L'Homme du Picardie Série TV de Jacques Ertaud
  - 1969 : La Bande à Bonnot de Philippe Fourastié
  - 1973 : Deux hommes dans la ville de José Giovanni
  - 1979 : Coup de tête de Jean-Jacques Annaud
  - 1982 : Mille milliards de dollars d'Henri Verneuil
  - 1984 : Train d'enfer de Roger Hanin
  - 1986 : Les Fugitifs de Francis Veber
  - 1989 : Cyrano de Bergerac de Miloš Forman[61]
  - 1989 : Valmont de Miloš Forman[61],[18]
  - 1995 : État des lieux de Jean-François Richet
  - 1995 : Golden boy de Jean-Pierre Vergne
  - 1996 : Bernie de Albert Dupontel - Rue de Bonneuil
  - 1997 : Ma 6-T va crack-er de Jean-François Richet
  - 1997 : Le Dernier Été Téléfilm de Claude Goretta[5]
  - 2000 : Le Prof d'Alexandre Jardin
  - 2000 : En face de Mathias Ledoux
  - 2007 : J'attends quelqu'un de Jérôme Bonnell
  - 2023 : Les Trois Mousquetaires : D'Artagnan de  Martin Bourboulon
  - 2023 : Les Trois Mousquetaires : Milady de  Martin Bourboulon (cité épiscopale et cathédrale)

- Melun
  - 1983 : Le Battant de Robin Davis[62]
  - 1988 : Quelques jours avec moi de Claude Sautet
  - 2007 : J'attends quelqu'un de Jérôme Bonnell
  - 2012 : Les Kaïra de Franck Gastambide
  - 2021 : Emma Bovary téléfilm de Didier Bivel

- Montceaux-lès-Meaux
  - 1998 : Les Visiteurs 2 de  Jean-Marie Poiré

- Montereau-Fault-Yonne
  - 1982 : Mille milliards de dollars de Henri Verneuil
  - 2007 : J'attends quelqu'un de Jérôme Bonnell

- Montereau-sur-le-Jard
  - 2010 : Camping 2 de Fabien Onteniente
  - 2010 : Les Petits Mouchoirsde Guillaume Canet[63]
  - 2012 : Dix jours en or de Nicolas Brossette[64]

- Montévrain
  - 2007 : La Tête de maman de Carine Tardieu

- Monthyon
  - 1970 : Le Cercle rouge de Jean-Pierre Melville[65]

- Moret-sur-Loing
  - 1943 : Mademoiselle Béatrice de Max de Vaucorbeil
  - 1943 : Le Val d'enfer de Maurice Tourneur
  - 1950 : La Passante de Henri Calef
  - 1957 : Les Bons amis de René Lucot (court métrage)
  - 1970 : La Dame dans l'auto avec des lunettes et un fusil (The Lady in the Car with Glasses and a Gun) d'Anatole Litvak
  - 1971 : Les Mariés de l'an II de Jean-Paul Rappeneau[50]
  - 1990 : Cyrano de Bergerac de Jean-Paul Rappeneau
  - 2001 : Le Roman d'automne de Benjamin Weill
  - 2007 : La France de Serge Bozon[5]
  - 2010 : La Blonde aux seins nus de Manuel Pradal
  - 2012 : Nos Annees Francaises (en) (série télévisée)
  - 2013 : La Marche de Nabil Ben Yadir
  - 2015 : Belles Familles de Jean-Paul Rappeneau[5]
  - 2016 : HHhH de Cédric Jimenez
  - 2017 : Bonne Pomme de Florence Quentin
  - 2019 : J'accuse de Roman Polanski

- Moret-Loing-et-Orvanne
  - 2023 : Les Trois Mousquetaires : D'Artagnan et Les Trois Mousquetaires : Milady de Martin Bourboulon

- Mortcerf
  - 2000 : Intrusion de Sébastien Jaudeau

- Haut – A
- B
- C
- D
- E
- F
- G
- H
- I
- J
- K
- L
- M
- N
- O
- P
- Q
- R
- S
- T
- U
- V
- W
- X
- Y
- Z

## N
- Nandy
  - 1957 : Ce joli monde de Carlo Rim[66]
  - 1959 : Signé Arsène Lupin d'Yves Robert[66]
  - 1962 : Le Gorille a mordu l'archevêque de Maurice Labro[66]
  - 1970 : Le Gendarme en balade de Jean Girault[66]
  - 1976 : La situation est grave mais... pas désespérée ! de Jacques Besnard[66]
  - 1992 : La Chasse aux papillons d'Otar Iosseliani[66]
  - 1997 : Une femme en blanc mini-série d'Aline Issermann[66]
  - 2004 : Arsène Lupin de Jean-Paul Salomé
  - 2006 : Les Aristos de Charlotte de Turckheim[66]
  - 2006 : L'Enfant du secret de Serge Meynard
  - 2008 : Demain dès l'aube... de Denis Dercourt[66]
  - 2009 : Figaro téléfilm de Jacques Weber[51],[66]
  - 2011 : L'Épervier série télévisée de Stéphane Clavier[23]
  - 2018 : Le Retour du héros de Laurent Tirard tournage au Château de Nandy[67]

- Nangis
  - 1962 : Les Culottes rouges d'Alex Joffé

- Nantouillet
  - 1973 : Joseph Balsamo feuilleton TV d'André Hunebelle[15]

- Neufmoutiers-en-Brie
  - 2022 : L'Homme qui brûle épisode 4 de la saison 4 de la série télévisée Capitaine Marleau de Josée Dayan[68],[69]

- Nemours
  - 1954 : Cadet-Rousselle d'André Hunebelle[31]
  - 1976 : L'Aile ou la Cuisse de Claude Zidi[70]
  - 2006 : Nous nous sommes tant haïs de Franck Appréderis
  - 2007 : La France de Serge Bozon[5]
  - 2014 : Nicolas Le Floch épisode 11 : le cadavre anglais série télévisée de Philippe Bérenger[71].
  - 2015 : Nicolas Le Floch épisode 12 : le noyé du Grand Canal série télévisée de Philippe Bérenger[72]

- Noisiel
  - 1962 : Les Culottes rouges d'Alex Joffé
  - 1988 : Camille Claudel de Bruno Nuytten[73]

- Haut – A
- B
- C
- D
- E
- F
- G
- H
- I
- J
- K
- L
- M
- N
- O
- P
- Q
- R
- S
- T
- U
- V
- W
- X
- Y
- Z

## O
- Ozoir-la-Ferrière
  - 1961 : Les Trois Mousquetaires : La Vengeance de Milady de Bernard Borderie[74]
  - 2005 : Saint-Jacques… La Mecque de Coline Serreau

- Ozouer-le-Voulgis
  - 1963 : Bébert et l'Omnibus d'Yves Robert

- Haut – A
- B
- C
- D
- E
- F
- G
- H
- I
- J
- K
- L
- M
- N
- O
- P
- Q
- R
- S
- T
- U
- V
- W
- X
- Y
- Z

## P
- Perthes
  - 1998 : Les Couloirs du temps : Les Visiteurs 2 de Jean-Marie Poiré

- Pommeuse
  - 1974 : Vincent, François, Paul… et les autres de Claude Sautet

- Pontault-Combault
  - 2015 : Belles Familles de Jean-Paul Rappeneau[5]

- Précy-sur-Marne
  - 1973 : Mais où est donc passée la septième compagnie ? de Robert Lamoureux[7]

- Provins
  - 1958 : Paris Holiday de Gerd Oswald
  - 1964 : Le Train de John Frankenheimer
  - 1971 : Le Souffle au cœur de Louis Malle
  - 1978 : Une histoire simple de Claude Sautet
  - 1987 : Au revoir les enfants de Louis Malle[75]
  - 2009 : Ce jour-là, tout a changé série télévisée Episode 2 : L'Évasion de Louis XVI d'Arnaud Sélignac[21]

- Haut – A
- B
- C
- D
- E
- F
- G
- H
- I
- J
- K
- L
- M
- N
- O
- P
- Q
- R
- S
- T
- U
- V
- W
- X
- Y
- Z

## R
- Réau
  - 2001 : Le Placard de Francis Veber

- Haut – A
- B
- C
- D
- E
- F
- G
- H
- I
- J
- K
- L
- M
- N
- O
- P
- Q
- R
- S
- T
- U
- V
- W
- X
- Y
- Z

## S
- Saint-Jean-les-Deux-Jumeaux
  - 1998 : Les Couloirs du temps : Les Visiteurs 2 de Jean-Marie Poiré

- Saint-Loup-de-Naud
  - 2001 : La Chambre des officiers de  François Dupeyron

- Saint-Pierre-lès-Nemours
  - 2007 : Nous nous sommes tant haïs Téléfilm de Franck Appréderis

- Saint-Thibault-des-Vignes
  - 2004 : L'Américain de Patrick Timsit
  - 2010 : Complices de Frédéric Mermoud[10]

- Samois-sur-Seine
  - 2001 : Le Roman d'automne de Benjamin Weill

- Serris
  - 2000 : Femmes de loi Série TV de Denis Amar
  - 2006 : Incontrôlable de Raffy Shart[76]
  - 2009 : King Guillaume de Pierre-François Martin-Laval (Centre commercial Val d'europe)
  - 2012 : Dans la maison de François Ozon[77]
  - 2013 : La Grande Boucle de Laurent Tuel[10]
  - 2017 : Seuls de David Moreau
- Servon
  - 1964 : Monsieur de Jean-Paul Le Chanois : . (demeure des Bernadac)

- Haut – A
- B
- C
- D
- E
- F
- G
- H
- I
- J
- K
- L
- M
- N
- O
- P
- Q
- R
- S
- T
- U
- V
- W
- X
- Y
- Z

## T
- Thomery
  - 2018 : Un peuple et son roi de Pierre Schoeller[10]

- Thorigny-sur-Marne
  - 1958 : Paris Holiday de Gerd Oswald
  - 1968 : La Prisonnière de Henri-Georges Clouzot
  - 1996 : Bernie de Albert Dupontel

- Tigeaux
  - 2012 : Adieu Berthe de Bruno Podalydès

- Torcy
  - 1964 : Le Train de John Frankenheimer
  - 1979 : Les Chiens de Alain Jessua
  - 2014 : Babysitting de Philippe Lacheau (Stade du Frémoy)

- Tournan-en-Brie
  - 1979 : Les Enquêtes du commissaire Maigret série télévisée Saison 13 Épisode 42 : Le fou de Bergerac d'Yves Allégret
  - 1979 : Les Chiens d'Alain Jessua
  - 2004 : Espace Détente de Bruno Solo et Yvan Le Bolloc'h
  - 2009 : Joséphine, ange gardien Saison 12 Épisode 48 Les majorettes série télévisée de Philippe Monnier
  - 2010 : La Dame de trèfle de Jérôme Bonnell
  - 2016 : Capitaine Marleau Saison 1 Épisode 5 En trompe-l'œil série télévisée de Josée Dayan

- Trilport
  - 1955 : Les Hussards d'Alex Joffé[31]

- Haut – A
- B
- C
- D
- E
- F
- G
- H
- I
- J
- K
- L
- M
- N
- O
- P
- Q
- R
- S
- T
- U
- V
- W
- X
- Y
- Z

## V
- Vaires-sur-Marne

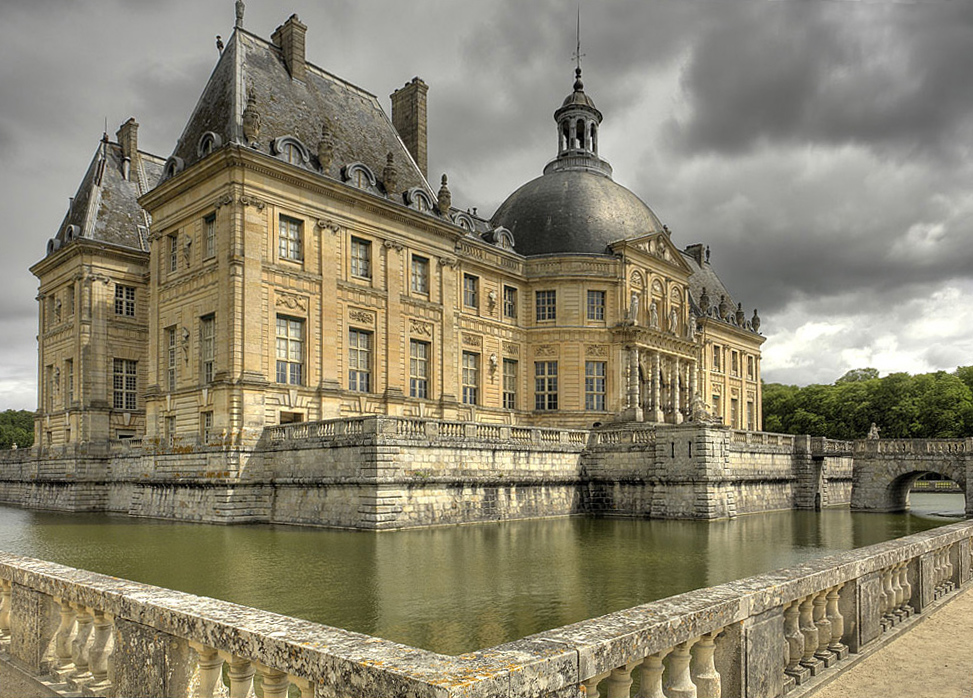
Le château de Vaux-le-Vicomte et ses douves

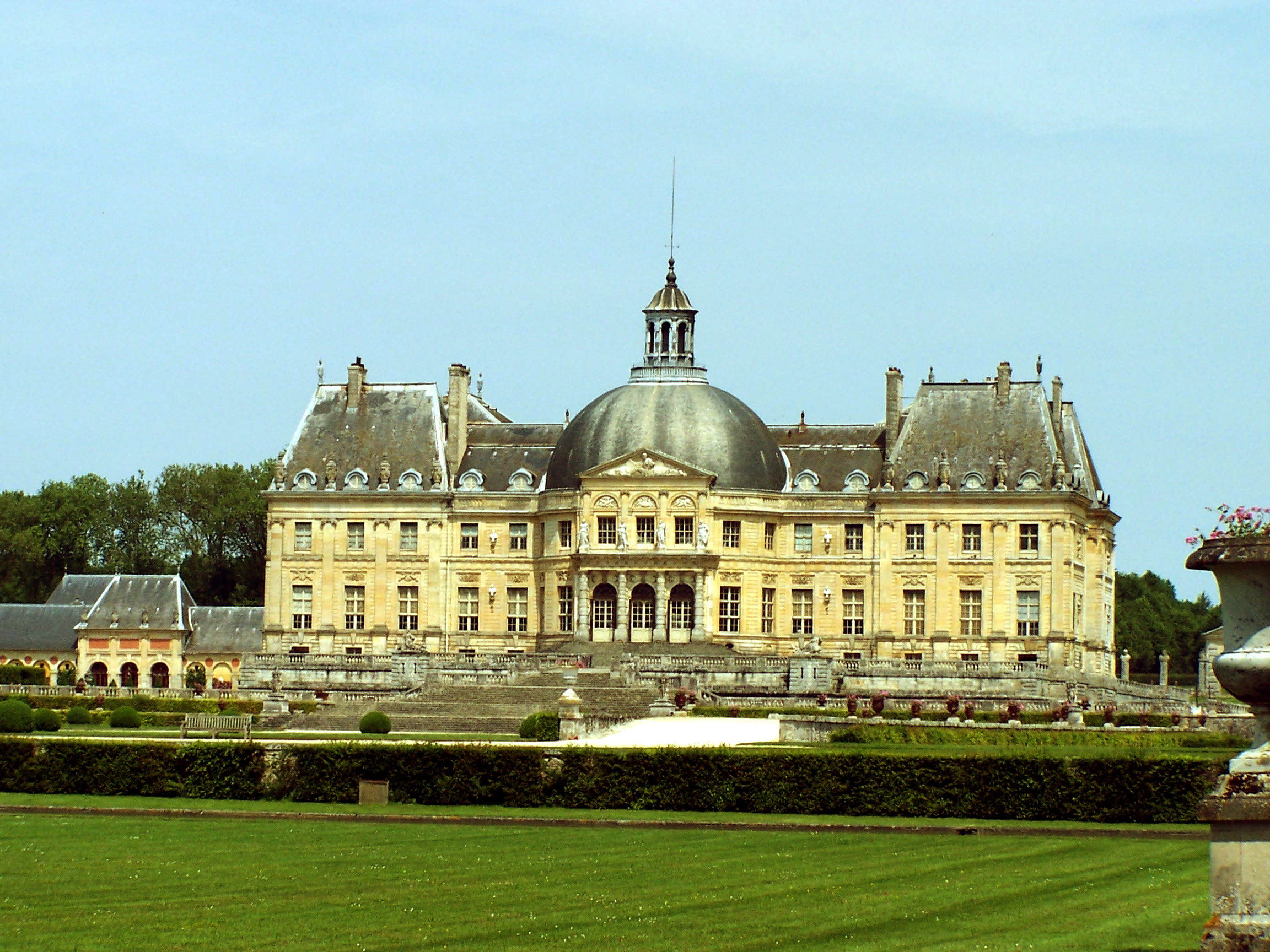
Façade sud du château de Vaux-le-Vicomte

  - 1964 : Le Train de John Frankenheimer
  - 2005 : Quartier VIP de Laurent Firode
  - 2011 : Tomboy de Céline Sciamma

- Vaux-le-Vicomte sur la commune de Maincy
  - 1910 : Fouquet, l'homme au masque de fer de Camille de Morlhon[78]
  - 1969 : D'Artagnan Feuilleton TV de Claude Barma
  - 1969 : Une veuve en or de Michel Audiard[79]
  - 1970 : Commencez la révolution sans nous de Bud Yorkin
  - 1971 : Les Mariés de l'an II de Jean-Paul Rappeneau[50]
  - 1971 : La Maison sous les arbres de René Clément[79]
  - 1971 : La Folie des grandeurs de Gérard Oury
  - 1972 : Mandrin Feuilleton TV de Philippe Fourastié[79]
  - 1972 : Les Nouvelles Aventures de Vidocq série télévisée de Georges Neveux et Marcel Bluwal[79]
  - 1973 : Joseph Balsamo Feuilleton TV d'André Hunebelle[15]
  - 1974 : Les Jardins du roi téléfilm de Jean Kerchbron[79]
  - 1974 : Nada de Claude Chabrol[79]
  - 1974 : Que la fête commence... de Bertrand Tavernier[16]
  - 1975 : Bons baisers de Hong Kong d'Yvan Chiffre[79]
  - 1975 : Marie-Antoinette série télévisée de Guy Lefranc[79]
  - 1977 : L'Homme au masque de fer téléfilm de Mike Newell[47]
  - 1977 : Un coup de rasoir téléfilm de Pascal Thomas[79]
  - 1978 : Molière d'Ariane Mnouchkine[23]
  - 1978 : La Chanson de Roland de Frank Cassenti[79]
  - 1979 : I Love You, je t'aime de George Roy Hill[79]
  - 1979 : Moonraker de Lewis Gilbert[79]
  - 1979 : Joséphine ou la Comédie des ambitions téléfilm de Robert Mazoyer[79]
  - 1980 : Les Visiteurs série télévisée de Michel Wyn[79]
  - 1980 : Arsène Lupin joue et perd série télévisée d'Alexandre Astruc[79]
  - 1981 : L'Homme de Hambourg téléfilm d'Jean-Roger Cadet[79]
  - 1986 : Les Aventuriers d’un Nouveau Monde téléfilm de Victor Vicas et Pierre Lary et Allan Kroeker[80]
  - 1989 : Marie Antoinette, reine d'un seul amour téléfilm épisode Les Jupons de la Révolution de Caroline Huppert[79]
  - 1989 : La Révolution française de Robert Enrico et Richard T. Heffron[81]
  - 1989 : Valmont de Miloš Forman[18]
  - 1989 : La Folle Journée ou le Mariage de Figaro de Roger Coggio[79]
  - 1992 : Le Souper d'Edouard Molinaro[79]
  - 1993 : La Fille de d'Artagnan de Bertrand Tavernier
  - 1995 : L'Allée du Roi téléfilm de Nina Companeez[79]
  - 1995 : Strangers série télévisée Episode "A new life" d'Aline Issermann[79]
  - 1996 : Ridicule de Patrice Leconte[17]
  - 1997 : L'Homme au masque de fer de Randall Wallace[79]
  - 1997 : Marquise de Véra Belmont[23]
  - 1998 : Les Couloirs du temps : Les Visiteurs 2 de Jean-Marie Poiré[79]
  - 2000 : Le Roi danse de Gérard Corbiau[79]
  - 2000 : Vatel de Roland Joffé[79]
  - 2000 : Les Misérables Série TV de Josée Dayan[79]
  - 2001 : Vidocq de Pitof[79]
  - 2001 : L'Affaire du collier de Charles Shyer[79]
  - 2001 : Le Pacte des loups de Christophe Gans[82]
  - 2002 : Napoléon Série TV d'Yves Simoneau[79]
  - 2004 : Julie, chevalier de Maupin Téléfilm de Charlotte Brändström[83]
  - 2006 : Les Aristos de Charlotte de Turckheim[79]
  - 2006 : Marie-Antoinette de Sofia Coppola[17]
  - 2007 : Molière de Laurent Tirard[79]
  - 2007 : Jean de la Fontaine, le défi de Daniel Vigne[79]
  - 2008 : Versailles, le rêve d'un roi docufiction de Thierry Binisti[79],[5]
  - 2009 : Ce jour-là, tout a changé série télévisée Episode 2 : L'Évasion de Louis XVI d'Arnaud Sélignac[21]
  - 2011 : Les Virtuoses série télévisée de Claude-Michel Rome[79]
  - 2013 : Le Grand Méchant Loup de Nicolas Charlet et Bruno Lavaine[79]
  - 2015 : Versailles série télévisée de Jalil Lespert, Cristoph Schrewe, Thomas Vincent et Daniel Roby[23]
  - 2016 : Raid dingue de Dany Boon[5],[79]
  - 2018 : L'Empereur de Paris de Jean-François Richet[79]

- Verneuil-l'Étang
  - 1963 : Bébert et l'Omnibus d'Yves Robert
  - 2023 : La Grande Magie de Noémie Lvovsky tournage au château de Vernouillet

- Villeneuve-le-Comte
  - 1967 : Voyage à deux (Two for the road) de Stanley Donen

- - 2013 : La Grande Boucle de Laurent Tuel[10]
  - 2015 : Mon roi de Maïwenn[84]

- Villevaudé
  - 2015 : Les Souvenirs de Jean-Paul Rouve[85]

- Villiers-en-Bière
  - 1976 : Police Python 357 d'Alain Corneau[86]

- Villiers-Saint-Georges
  - 2000 : Victoire ou la Douleur des femmes téléfilm de Nadine Trintignant

- Voulangis
  - 2012 : Adieu Berthe de Bruno Podalydès

- Haut – A
- B
- C
- D
- E
- F
- G
- H
- I
- J
- K
- L
- M
- N
- O
- P
- Q
- R
- S
- T
- U
- V
- W
- X
- Y
- Z